# Folembray
Folembray – miejscowość i gmina we Francji, w regionie Hauts-de-France, w departamencie Aisne.
Według danych na styczeń 2014 roku gminę zamieszkiwały 1503 osoby, a gęstość zaludnienia wynosiła 170,2 osób/km².